# Can Negre
Can Negre és una masia situada a Sant Joan Despí (Baix Llobregat). Fou transformada per l'arquitecte modernista Josep Maria Jujol i Gibert entre 1915 i 1930. És una obra declarada bé cultural d'interès nacional. Actualment pertany a l'ajuntament que la dedica a diverses activitats culturals, i acull el Centre Jujol – Can Negre que forma part de la Xarxa de Museus Locals de la Diputació de Barcelona.

## Descripció
La façana principal és l'element més rellevant, i està coronada per línies ondulants a l'estil de les façanes barroques, amb un component d'asimetria que no trenca l'harmonia del conjunt. Es varen conservar les obertures originals de la façana, però amb un nou estil, dissenyant la tribuna principal amb la forma d'un sorprenent carruatge. Una orla ressegueix el perfil sinuós de la part superior, amb 5 medallons que formen la inscripció Ave gratia plena dominus tecum. La decoració combina esgrafiat, trencadís, fusta, ferro i guix.
A l'interior hi destaca l'escala d'accés al primer pis, rematada amb la cúpula helicoidal de planta octagonal, des de la qual es pot veure un plafó al sostre format per triangles, pintat de color blau i blanc i presidit per un àngel. La casa té una petita capella d'estil barroc de planta el·líptica, amb decoració en colors blau, blanc, vermell i daurat, i amb una destacable llàntia de forja. Una altra dependència interessant és el menjador. També es conserva un ocell de ferro forjat que formava part de la reixa que tancava el jardí.
Si bé és cert que els centres bàsics de l'actuació de Jujol foren la façana principal, l'escala interior i la capella, val a dir que la seva intervenció no es reduí tan sols a l'àmbit del mas sinó que també transcendí als jardins que l'envoltaven, per bé que actualment alguns elements ja no existeixen. (la teulada de maons de forma ondulada en la seva coronació, la campana que apareixia al costat oest, etc) i altres han estat absorbits per l'ordenació i transformació posterior del gran jardí en una plaça única que envolta la casa, passant a formar part d'un recinte encerclat de nova creació que l'envolta com ara el banc de trencadís, o bé una glorieta formada per uns arcs reforçats de formes orgàniques que resta integrat en l'àmbit de l'actual plaça de Catalunya.
Tota la casa guarda una perfecta unitat estilística. L'element central que aglutina l'atenció de l'observador és sens dubte la tribuna. Aquesta tribuna que queda a sobre d'una nova porta centrada a l'edifici, tant en la seva forma exterior com en la solució interior, amb dues banquetes a ambdós costats, recorda una carrossa coberta amb una cúpula i rematada per l'escultura d'un ocell alimentant les seves cries que encara romanen al niu. Simètricament col·locades, unes petites tribunes arrodonides donen llum a les habitacions principals i, entre elles, un esgrafiat de senzilles línies i gran vistositat combina els dos únics colors de la façana: un ocre vermellós i el blanc trencat.

## Història
L'edifici és una antiga masia del segle xvii, possiblement del 1680 segons diu a la llinda d'una de les portes. A principis del segle XX el seu propietari era l'advocat i propietari rural Pere Negre i Jover (1867-1939) que conegué Jujol per l'amistat de la seva dona Engràcia Balet i Viñas (1863-1936) amb Josefa Romeu tieta de Jujol i propietària de la torre de la Creu. Negre fou un dels pocs intel·lectuals entusiastes de l'obra de Jujol. El primer projecte de reforma de Can Negre havia d'integrar un edifici d'origen rural en la nova trama urbana i convertir un mas de pagès en una casa aristocràtica. Va ser presentat per Jujol a Pere Negre en un dibuix en el revers blau d'un sobre, que va retallar seguint la silueta de l'edifici. Pere Negre encarregà a Jujol la reforma i ampliació de la masia i l'obra es realitzà per etapes, adequant-se al pressupost del propietari. La primera fase fou la reforma (1915-1917), seguida per l'ampliació (1917–1921) i la decoració (1920–1926). Les obres consistiren bàsicament en la restauració de les façanes i la decoració de l'interior de la casa, on Jujol emprà tot el seu carregament pictòric i omplí sostres i parets de decoració vegetal
La façana principal esdevingué un retaule dedicat a la Mare de Déu, la imatge de la qual fou gravada en el vidre central de la tribuna, mentre que al nivell de les golfes hom pot llegir "Ave Gratia Plena Dominus Tecum" Jujol construí també una paret per tal de tancar la finca, en la qual utilitzà solament maons formant envans rematats per pilars i coronats amb una petita línia sinuosa de maons L'any 1920 es realitzà l'oratori, cobert per una cúpula ovalada sobre petxines, que no va ser acabat fins al 1926 També havia projectat Jujol una ampliació de la casa per la banda del darrere amb una escala de cargol que sortís més amunt dels teulats i que culminés en un mirador rodó, amb vidriera, cobert amb un penell amb el símbol de la Redempció En aquesta casa es conserven restes de lletres modernistes de Jujol que fou el millor dibuixant de lletres de tot el modernisme i que fou el col·laborador de Gaudí en els aspectes més pictòrics i escultòrics de la seva obra, com l'apalacat de ceràmica de la casa Batlló, els plafons del banc del Parc Güell, la pintura inferior i baranes dels balcons de la Pedrera, entre d'altres Recentment, la casa Negre ha estat objecte d'una restauració per part de la Generalitat de Catalunya.
Amb el pas dels anys la casa es deteriorà i l'any 1966 passà a ser propietat de l'Ajuntament de Sant Joan Despí, per donació dels hereus de la família Negre. El 1982, els arquitectes Antoni Navarro, Gabriel Robert i Xavier Güell van redactar un primer projecte de rehabilitació i van començar la consolidació dels forjats i la restauració de la planta baixa. La casa fou rehabilitada completament entre 1984 i 1990, amb el suport de l'Ajuntament i la Diputació de Barcelona, amb projecte dirigit per l'arquitecte Francesc Xavier Asarta. Es restaurà el conjunt de l'edifici i s'urbanitzà l'adjacent Plaça de Catalunya.